# Peter Russell
Peter James Russell (ur. 22 lutego 1992 w Baltimore) – amerykański siatkarz, grający na pozycji przyjmującego, reprezentant Stanów Zjednoczonych. .
Jego bracia Aaron, Paul, Samuel i Timothy, również grają w siatkówkę. 